# Espī Rūd
Espī Rūd (persiska: اِسپی رود) är en ort i Iran.   Den ligger i provinsen Mazandaran, i den norra delen av landet, 110 km norr om huvudstaden Teheran. Espī Rūd ligger 49 meter över havet och antalet invånare är 108.
Terrängen runt Espī Rūd är varierad. Runt Espī Rūd är det ganska tätbefolkat, med 96 invånare per kvadratkilometer. Närmaste större samhälle är Chālūs, 18,2 km öster om Espī Rūd. I omgivningarna runt Espī Rūd växer i huvudsak blandskog.